# Sede titolare di Aretusa dei Siri
Aretusa dei Siri (in latino: Arethusia Syrorum) è una sede titolare della Chiesa cattolica.

## Storia
Aretusa fu sede di un'antica diocesi della Chiesa siriaca, comunemente chiamata Chiesa giacobita.
Dal XX secolo Aretusa dei Siri è annoverata tra le sedi vescovili titolari della Chiesa cattolica; dal 28 marzo 2020 il vescovo titolare è Flavien Rami Al-Kabalan, visitatore apostolico per i fedeli siri nell'Europa occidentale e procuratore del patriarcato di Antiochia dei siri presso la Santa Sede.

## Cronotassi dei vescovi titolari
- Moisé (Eustazio) Sarkis (Sarkin) † (14 settembre 1912 - 21 agosto 1918 deceduto)
- Théophile Joseph Georgi † (21 novembre 1921 - 1942 deceduto)
- Atanasio Paolo Hindo † (18 gennaio 1949 - 5 agosto 1949 nominato arcieparca di Baghdad dei Siri)
- Joseph Parecattil † (28 ottobre 1953 - 20 luglio 1956 nominato arcieparca di Ernakulam)
- Sebastian Mankuzhikary † (15 novembre 1969 - 28 aprile 1986 nominato eparca di Thamarasserry)
- Flavien Joseph Melki (24 giugno 1995 - 25 maggio 1996 nominato vescovo[1] titolare di Dara dei Siri)
- Flavien Rami Al-Kabalan, dal 28 marzo 2020